# John Fante
John Fante (n. 8 aprilie 1909, Boulder, Colorado, SUA – d. 8 mai 1983, Woodland Hills⁠(d), California, SUA) a fost un scriitor italo-american, nuvelist și romancier. E cunoscut pentru romanul său autobiografic Ask The Dust (Întreabă praful), în care alter-egoul său, Arturo Bandini, se familiarizează cu o proaspătă viață de scriitor. Este considerat „romanul Los Angelesului” și face parte din tetralogia lui Bandini. 
De-a lungul vieții, Fante a publicat 6 romane, o nuvelă și o colecție de povestiri scurte, iar postum au fost publicate numeroase alte lucrări.

## Viața
Fante s-a născut pe 8 aprilie 1909. Se înscrie la mai multe școli catolice din Boulder, Colorado, iar în cele din urmă la University of Colorado. Se lasă de studii în aprilie 1929 și se mută în Sudul Californiei pentru a se dedica scrisului. 
Fante se întâlnește cu Joyce pe 30 ianuarie 1937, urmând ca pe 31 iulie să se mărite.

## Moartea
A fost diagnosticat cu diabet în 1955, boală care l-a costat vederea, iar în 1977 i-au fost amputate degetele și labele picioarelor. Ulterior boala s-a răspândit și a fost nevoie de o amputare totală a ambelor picioare. 
A continuat activitatea literară dictându-i soției sale Joyce (romanul ”Vise de pe Bunker Hill” este în întregime dictat). 
Pe 8 mai 1983 moare la 73 de ani.

## Moștenirea
John Fante este cunoscut ca fiind printre primii autori care a reușit să portretizeze imaginea adevărată a scriitorului din Los Angeles. La 60 de ani de la publicare, romanul ”Ask The Dust” a stat săptămâni întregi pe lista celor mai vândute cărți, diverse personalități complimentându-i întreaga operă.
Charles Bukowski spunea că ”Fante este zeul lui” în introducerea scrisă pentru romanul simbol al L.A.-ului și îi va scrie pe tot parcursul vieții poeme și scrisori. În romanul Femei, alter ego-ul lui Bukowski va admite că autorul lui preferat e Fante.